# Nannocyrtopogon nevadensis
Nannocyrtopogon nevadensis är en tvåvingeart som beskrevs av Wilcox och Martin 1957. Nannocyrtopogon nevadensis ingår i släktet Nannocyrtopogon och familjen rovflugor. Inga underarter finns listade i Catalogue of Life.